# Violacytherois sargassicola
Violacytherois sargassicola is een mosselkreeftjessoort uit de familie van de Paradoxostomatidae. De wetenschappelijke naam van de soort is voor het eerst geldig gepubliceerd in 1976 door Hiruta.